# The Capital
Ne doit pas être confondu avec The Capital Group Companies.
The Capital, parfois nommé The Capital Gazette, est un journal quotidien publié à Annapolis (Maryland), fondé en 1884 sous le titre The Evening Capital. Il est diffusé aussi bien à Annapolis que dans le comté d'Anne Arundel, ainsi que sur Kent Island (dans le comté de Queen Anne voisin) ; la publication se fait le soir en semaine et le matin durant le week-end.

## Histoire
Le journal est créé le 12 mai 1884 par William Abbott, ancien juge, sous le titre The Evening Capital ; ce sera, annonce son fondateur, un « journal familial », « indépendant sur le plan politique ». Si Annapolis a connu par le passé plusieurs journaux (dont The Maryland Republican et The Maryland Gazette), c'est la première fois qu'une parution quotidienne voit le jour dans la ville.
William Abbott rachète en 1919 The Maryland Gazette, un journal hebdomadaire fondé en 1727. Le 22 juin 1981, The Evening Capital est renommé The Capital. 
Le diplomate et philanthrope américain Philip Merrill achète en 1968 The Capital (et The Gazette) ; après sa mort en juin 2006, le groupe de presse Landmark Communications, actionnaire minoritaire, reprend les deux titres,. En mai 2014, Baltimore Sun Media Group, éditeur de The Baltimore Sun (propriété du groupe Tronc), rachète The Capital et The Gazette.
De nos jours, The Gazette est publiée dans le Nord du comté d'Anne Arundel deux fois par semaine, tandis que The Capital paraît tous les jours.
Le 28 juin 2018, une fusillade fait cinq morts dans les locaux du quotidien : quatre journalistes et une assistante marketing sont abattus par un homme de 38 ans, Jarrod Ramos,.

## Audience
The Capital est tiré à raison de 33 000 exemplaires par jour en 2018 ; le journal possède un site web depuis 1994 : hometownannapolis.com.